# (9014) Svyatorichter
(9014) Svyatorichter est un astéroïde de la ceinture principale.

## Description
(9014) Svyatorichter est un astéroïde de la ceinture principale. Il fut découvert le 22 octobre 1985 à Naoutchnyï par Lioudmila Jouravliova. Il présente une orbite caractérisée par un demi-grand axe de 2,32 UA, une excentricité de 0,17 et une inclinaison de 9,4° par rapport à l'écliptique.

## Compléments